# Liste der Naturdenkmale in Meineweh

Lage von Meineweh

In der Liste der Naturdenkmale in Meineweh werden die Einzel-Naturdenkmale, Flächennaturdenkmale sowie flächenhafte Naturdenkmale im Burgenlandkreis in der sachsen-anhaltischen Gemeinde Meineweh und ihren Ortschaften Pretzsch und Unterkaka sowie deren Ortsteilen aufgeführt.
In den Veröffentlichungen werden lt. Quellen in 4 Einzel-Naturdenkmale (ND), 3 Flächennaturdenkmale (FND) und 0 flächenhafte Naturdenkmale (NDF) angegeben. Die Angaben der Liste basieren auf Daten des „Geoportal Sachsen-Anhalt“ vom Landesamt für Vermessung und Geoinformation Sachsen-Anhalt und den Meta-Daten der angegebenen Quellen (ND, FND, NDF)

## Definition
„Naturdenkmäler sind rechtsverbindlich festgesetzte Einzelschöpfungen der Natur oder entsprechende Flächen bis zu fünf Hektar, deren besonderer Schutz erforderlich ist
1. aus wissenschaftlichen, naturgeschichtlichen oder landeskundlichen Gründen oder
2. wegen ihrer Seltenheit, Eigenart oder Schönheit.“

Ergänzend zu den lt. BNatSchG registrierten Naturdenkmalen sind in der Gemeinde Meineweh (lt. NatSchG LSA) ebenfalls 2 geschützte Landschaftsbestandteile (GLB) und 1 geschützter Park (GP) gelistet, deren Abgrenzungen sich aus den Erläuterungen vom Bundesamt für Naturschutz ergeben.

## Legende
- Bild: zeigt ein vorhandenes Foto des Naturdenkmals
- Nr: zeigt die jeweilige Nr. des Objekts
- Beschreibung: Kurzbeschreibung zum Naturdenkmal
- Koordinaten: zeigt die Lage auf der Karte
- Quelle: Datum/Link zur Referenzquelle

## (Einzel-)Naturdenkmale
| Bild           | ND-Nr.     | Ortsteil  | Beschreibung | Koordinaten                 | Quellen |
| -------------- | ---------- | --------- | --- | --------------------------- | ------- |
| Weitere Bilder | ND 0004BLK | Pretzsch  | Stieleiche (Quercus robur) neben dem Gefallenendenkmal (siehe Kulturdenkmal-ID: 09483812) in Pretzsch, gegenüber Gasthaus direkt an der B 180 | 51° 5′ 41″ N, 11° 56′ 53″ O | [ 2 ]   |
| Weitere Bilder | ND 0148BLK | Thierbach | Winter-Linde (Tilia cordata), südöstlich Thierbach am Quellwald des Pfaffengraben (auch als Spuklinde bezeichnet)                             | 51° 3′ 8″ N, 11° 59′ 34″ O  | [ 1 ]   |
| Weitere Bilder | ND 0172BLK | Priesen   | Stieleiche (Quercus robur) am Anger in Priesen                                                                                                | 51° 4′ 54″ N, 12° 0′ 18″ O  | [ 1 ]   |
| Weitere Bilder | ND 0174BLK | Meineweh  | Platane (Platanus) am Ostrand von Meineweh, Nordufer des Maibach                                                                              | 51° 4′ 38″ N, 11° 59′ 29″ O | [ 1 ]   |

## Flächen-Naturdenkmale
| Bild           | FND-Nr.    | Ortsteil         | Beschreibung | Koordinaten                 | Quelle     |
| -------------- | ---------- | ---------------- | --- | --------------------------- | ---------- |
| Weitere Bilder | FND0072BLK | Meineweh Flur 4  | Heidesümpfe mit Randwiesen bei Waldau, mit dem Ratsbeschluss vom 03.02.1965 ausgewiesenes Feuchtgebiet am großen Heideteich, heute Teil des NSG „Heideteiche bei Osterfeld“ | 51° 3′ 52″ N, 11° 57′ 49″ O | 03.02.1965 |
| Weitere Bilder | FND0081BLK | Priesen Flur 11  | Maibachtal bei Priesen, mit dem Ratsbeschluss vom 13.12.1972 ausgewiesenes Auwaldgebiet und Feuchtbiotop am Bachlauf des Maibach nordöstlich von Priesen, südlich des Eichberg; nur der westliche Teil liegt auf der Gemarkung Meineweh, im Verlauf des Maibach quert das Gebiet die Gemarkungen Schelkau (Flur 4/5 im Norden), Döschwitz (Flur 5/6 im Süden) und Trebnitz (Flur 7/6 im Osten) der Gemeinden Kretzschau und Teuchern; das Areal überschneidet sich tw. mit den Flächen des 1997 eingerichteten Landschaftsschutzgebiet „Maibachtal“ | 51° 5′ 14″ N, 12° 0′ 40″ O  | 13.12.1972 |
| Bild gesucht   | FND0107BLK | Unterkaka Flur 6 | Feuchtgebiet an der Heerstraße, mit dem Beschluss des Rates des Kreises Zeitz vom 30.08.1989 ausgewiesenes Feuchtbiotop an der alten Heerstraße nach Osterfeld, östlich der A9 an einem Teich am Quellarm des Heidebach gelegen, heute Teil des NSG „Heideteiche bei Osterfeld“ | 51° 4′ 9″ N, 11° 57′ 24″ O  | 30.08.1989 |

## geschützte Landschaftsbestandteileund Parke
| Bild           | Nr.        | Ortsteil  | Beschreibung | Koordinaten                 | Quelle       |
| -------------- | ---------- | --------- | --- | --------------------------- | ------------ |
| Weitere Bilder | GLB0046BLK | Meineweh  | Park Meineweh, mit der Satzung vom 06.12.2011 (Heimatspiegel Verbandsgemeinde Wethautal – 25/2011) unter Schutz gestelltes Gelände des Parks am ehemaligen Rittergut nördlich der Kirche Meineweh                              | 51° 4′ 45″ N, 11° 59′ 14″ O | [ 11 ] [ 6 ] |
| Weitere Bilder | GLB0049BLK | Thierbach | Inselteich und Park Thierbach, mit der Satzung vom 29.02.2012 (Heimatspiegel Verbandsgemeinde Wethautal – 7/2012) unter Schutz gestellter Teich, Insel mit ehemaliger Wallburg und angrenzender Park in der Ortslage Thierbach | 51° 3′ 31″ N, 11° 59′ 5″ O  | [ 12 ] [ 6 ] |
| Weitere Bilder | GP_0023BLK | Thierbach | Thierbach – Pfarrholz mit Pfarrteich, mit dem Beschluss des Kreistages Zeitz vom 25.10.1978 ausgewiesener geschützter Park in der Ortslage Thierbach                                                                           | 51° 3′ 32″ N, 11° 59′ 4″ O  | 25.10.1978   |